# 心臓と絡繰
「心臓と絡繰」（しんぞうとからくり）は、2018年12月28日にYouTube上で公開された、KAMITSUBAKI STUDIO所属のバーチャルシンガー花譜の2作目のオリジナル楽曲である。作詞・作曲・編曲は全てカンザキイオリによる。花譜の代表的なオリジナル楽曲であるとされる。花譜初めてのYouTube再生数ミリオン達成楽曲である。
2019年5月15日に配信リリースされた1st EP『花と心臓』および、同年9月11日にリリースされた1stアルバム『観測』に収録されている。

## 概要
花譜は2018年10月、当時14歳でデビューし、本楽曲「心臓と絡繰」の公開を機に注目を集めることとなった。そのため、本楽曲は多くのリスナーが花譜を知るきっかけとなった一曲として紹介される。
ミュージックビデオ公開前には、12月24日（#07）と12月26日（#08）の2回、予告編が公開された。そして、12月28日に本編のミュージックビデオが公開された。ミュージックビデオの映像制作は川サキケンジが、映像制作協力は穴吹佳祐・WACCHが行った。
本作品はカンザキイオリが自分の中で「今までとは違うことをする」をテーマにして作った楽曲であった。カンザキが考える理想の花譜へのアプローチと、新しい自分への挑戦が込められている。繰り返し転調が行われたり、グロッケンが使用されたりした。花譜とカンザキイオリの2人による花譜の楽曲「らしさ」が詰まっており、ピアノとストリングスによるサウンドで、「君」への思いを歌った作品である。歌詞はストレートな恋の歌であるが、不確かな存在である花譜を「観る」ことで確定させる視聴者「観測者」へのラブソングのようでもある、と紹介される。
2019年11月当時、「心臓と絡繰」は花譜が最も気に入っている自身の作品の1つと語っており、2023年にもカンザキイオリの制作によるオリジナル楽曲で最も好きな曲だと語っている。

## リミックスとカバー
2019年12月25日にリリースされたリミックスアルバム『観測γ』には、春野によるリミックスバージョン「心臓と絡繰(春野 Remix)」が収録された。このリミックスは原曲とのギャップが大きい作品である。ゆったりとしたビートでチルなアレンジとなっている。サウンドエフェクトとして雨音や車の通る音といった生活音が取り入れられ、楽曲の持つ切なさを身近な感触のものへと塗り替えている。
下記のライブ『花譜 2nd ONE-MAN LIVE「不可解弐Q1」』では、Guianoによるリミックスバージョン「心臓と絡繰（Guiano Remix）」が演奏された。

### カバー
2020年11月28日には、花譜の歌声を基に作られたCeVIO AIの「音楽的同位体 可不」によるカバーが公開された。また2022年8月23日には、花譜と同じユニットV.W.Pのメンバーである理芽が「心臓と絡繰」をカバーしている。

## ライブでのパフォーマンス
本楽曲は2018年12月31日に開催されたバーチャルYouTuberたちによる歌合戦イベント「Count0」にて演奏された。デビューしたばかりの花譜にとって、初の大きなイベント参加であり、ステージデビューを果たした。
花譜初のワンマンライブである『花譜 1st ONE-MAN LIVE「不可解」』でも、 「糸」、「忘れてしまえ」、「雛鳥」に次ぐ4曲目として演奏された。そのリビルドライブである、2020年3月23日に開催された『花譜 1st ONE-MAN LIVE「不可解(再)」』でも同様に4曲目に演奏された。続く2020年10月10日の『花譜 2nd ONE-MAN LIVE「不可解弐Q1」』および2021年6月11日のそのリビルドライブ『花譜 2nd ONE-MAN LIVE「不可解弐REBUILDING」』「不可解弐Q1:RE -形を失った世界で僕らは-」では、第1部12曲目に「心臓と絡繰（Guiano Remix）」が演奏された。
2024年10月12日に開催されたミニライブ『SINKA LIVE SERIES UNKNOWN SPACE 02 KAF VIRTUAL MINI LIVE「YARN -不可解空間-」』では、それ以来となるライブでの演奏がなされた。

## 反響と評価
ミュージックビデオは2018年12月29日から翌年1月3日ごろまでYouTube上の広告として出稿されたことで再生数を大きく伸ばした。そのため再生数工作などといった噂が飛び交い、公式がそれを否定する説明文を公表することとなった。公開から1週間経たずして初の100万再生を突破した。2019年4月には約140万回再生、2019年8月当時で再生回数が170万回を超えた。2022年9月には540万再生を突破した。
ネットメディア「PANORA」では、切ない歌詞と花譜の優しい歌声が癒しと感動を与えてくれる、と評されている。

### ゲームへの収録
リズムゲーム「Cytus II」に「花譜コラボ楽曲パック」として収録された10曲のうちの1つである。